# Liste der Biografien/Staj
Liste der Biografien |
Portal Biografien |
Personensuche
# |
A |
B |
C |
D |
E |
F |
G |
H |
I |
J |
K |
L |
M |
N |
O |
P |
Q |
R |
S |
T |
U |
V |
W |
X |
Y |
Z |
?
 
Sa |
Sb |
Sc |
Sd |
Se |
Sf |
Sg |
Sh |
Si |
Sj |
Sk |
Sl |
Sm |
Sn |
So |
Sp |
Sq |
Sr |
Ss |
St |
Su |
Sv |
Sw |
Sy |
Sz
 
Sta |
Ste |
Sth |
Sti |
Stj |
Stl |
Sto |
Str |
Sts |
Stt |
Stu |
Stv |
Stw |
Sty
 
Staa |
Stab |
Stac |
Stad |
Stae |
Staf |
Stag |
Stah |
Stai |
Staj |
Stak |
Stal |
Stam |
Stan |
Stap |
Star |
Stas |
Stat |
Stau |
Stav |
Staw |
Stax |
Stay |
Staz
Die Liste der Biografien führt alle Personen auf, die in der deutschsprachigen Wikipedia einen Artikel haben. Dieses ist eine Teilliste mit 14 Einträgen von Personen, deren Namen mit den Buchstaben „Staj“ beginnt.

## Staj

### Staja
- Stajan, Matt (* 1983), kanadischer Eishockeyspieler

### Stajc
- Stajcic, Alen (* 1973), australischer Fußballtrainer

### Staje
- Stajev, Roberto (* 1995), nordmazedonischer Fußballspieler

### Staji
- Stajic, Filip (* 2000), österreichischer Fußballspieler

### Stajk
- Stajkoski, Peter Maria (* 1944), polnischer Lichtbildner und Bildhauer
- Stajković, Niki (1959–2017), österreichischer Wasserspringer
- Stajkow, Blanka (* 1999), polnische Sängerin und Model
- Stajkow, Nentscho (* 1955), bulgarischer Radrennfahrer

### Stajn
- Štajner, Jiří (* 1976), tschechischer FußballspielerJiří Štajner (* 1976)

Jiří Štajner (* 1976)

- Štajner, Karlo (1902–1992), jugoslawischer Kommunist
- Štajner, Tamara (* 1987), österreichisch-slowenische Musikerin, Performerin und Autorin
- Štajnoch, Martin (* 1990), slowakischer Eishockeyspieler
- Stajnow, Petko (1896–1977), bulgarischer Komponist

### Stajt
- Stajtschewa, Emilija (* 1936), bulgarische Germanistin